# Maria Jeritza

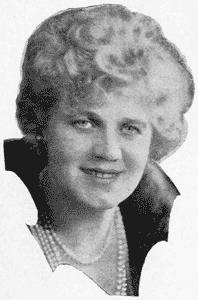
Maria Jeritza

Maria Jeritza, född 6 oktober 1887, död 10 juli 1982, var en österrikisk operasångerska.
Jeritza verkade först vid operetten, därefter från 1912 vid Wiener Volksoper samt från 1921 huvudsakligen vid Metropolitan Opera i New York. Jeritza utmärkte sig genom sin skönhet och dramatiska förmåga i partier som Carmen, Tosca och liknande. Hennes självbiografi, Sunlight and son, utgavs 1924.